# Cathédrale Saints-Jacques-et-Christophe de Corfou
Cette  cathédrale n’est pas la seule cathédrale .
La cathédrale Saint-Jacques et Saint-Christophe de Corfou, également appelée cathédrale catholique de Corfou, (en grec moderne : Καθεδρικός Ναός Αγίου Χριστοφόρου και Ιακώβου Κέρκυρας) est une église catholique romaine de la ville de Corfou, sur l'île du même nom. C'est la cathédrale de l'archidiocèse de Corfou, Zante et Céphalonie (en) depuis 1718.

## Histoire
L'église catholique, dédiée aux saints Jacques et Christophe, a été inaugurée le 31 décembre 1553 par Giacomo Cocco, archevêque de Corfou. Cependant, selon John Freely, l'édifice a été érigé par les Vénitiens en 1632. Après une rénovation, elle a été re-consacrée en octobre 1709 par l'archevêque Augusto Antonio Zacco comme centre des catholiques de l'île.  
Au milieu du XIXe siècle, l'édifice constitue l'unique église paroissiale catholique de la ville et son chapitre abrite cinq chanoines. Lors de la rénovation de 1905, elle reçut sa forme actuelle ; son intérieur a été complètement détruit par l'armée de l'air allemande en septembre 1943. La reconstruction de l'église après les bombardements de la Seconde Guerre mondiale a été achevée en 1970 par l'archevêque catholique Antónios Varthalítis (en). 

## Description
Six chapelles sont rattachées au corps principal à nef unique. D'un côté, une chapelle du Christ, une chapelle Notre-Dame de la Santé et Sainte Thérèse de Lisieux ; de l'autre côté les chapelles des Saints Spyridon et Arsenios, l'Assomption de Marie et le Saint Sacrement. Certaines peintures et pierres tombales remarquables ont été conservées dans l'église.